# Ethan Ewing
Ethan Ewing (nascido em 2 de setembro de 1998, em North Stradbroke Island, Queensland) é um surfista profissional australiano. Ewing teve seu melhor desempenho na WSL em 2022, quando terminou em 4º na classificação final, indo para as finais da WSL perdendo para Italo Ferreira terminando em 4º geral.

## Características do surf
Ethan Ewing é conhecido por seu surf de edge impecável, o australiano é frequentemente comparado a Mick Fanning e Andy Irons, principalmente pela forma como ataca as ondas, exalando seu estilo polido e plástico. Ewing é regular e tende a priorizar a formação australiana mais tradicional com um power surf. Porém, o “Aussie” também mostra que sabe fazer ares, provando isso no Surf Ranch 2023.

## Carreira de surf
Ethan começou na WSL em 2012 no Campeonato Mundial Júnior e fez sua estreia na Mens Qualifying Series em 2015. Em 2016, aos 18 anos, elevou seu nível e foi Campeão Mundial Júnior e ficou em segundo lugar na Qualifying Series, e se classificou para o surf da World Surf League (WCT). Em 2017 não conseguiu se firmar na elite do surf terminando na 34ª colocação. Ele passou 3 anos fora da elite do surf profissional até retornar em 2021. Depois de um longo ajuste, Ewing finalmente entrou em ação no Tour e venceu seu primeiro evento de elite em 2022 em Jeffreys Bay, África do Sul, e garantiu uma vaga no evento WSL Finals, terminando em quarto lugar no mundo.

## Vitórias de Carreira
| Vitórias no WCT |                                |                                |               |
| Ano             | Evento                         | Local                          | País          |
| 2023            | Rip Curl Pro Bells Beach       | Bells Beach, Victoria          | Austrália     |
| 2022            | Corona Open J-Bay              | Baía de Jeffreys, Cap Oriental | África do Sul |
| Vitórias no WQS |                                |                                |               |
| Ano             | Evento                         | Local                          | País          |
| 2016            | Burleigh Pro                   | Burleigh Heads, Queensland     | Australia     |
| 2016            | Aberto da Costa Rica Essencial | Esterillos Este, Parrita       | Costa Rica    |